# 소 (법)
소 또는 소송은 국민이 법원에 특정한 소송물이나 의견에 대한 판정을 요구하는 절차를 가리킨다. 소가 제기되면 법원은 먼저 그 소의 제기가 적법한지에 대해 판단해야 하고, 만약 적법하다면 의견의 당부에 대해 판단하게 되는데, 전자는 요건심리, 후자는 본안심리라고 한다.
부당 해고를 당한 근로자는 노동위원회에 권리 구제를 요청할 수 있고, 이와 별개로 법원에 해고 무효의 소를 제기할 수 있다. 법원에 대하여 사법상의 권리·법률관계의 존부(存否)에 대한 심판을 청구하는 행위로서 순화어는 `소송'이다.